# ショゴス開花
『ショゴス開花』（ショゴスかいか、Shoggoths in Bloom）は、アメリカの作家エリザベス・ベアによる短編SF小説。
『アシモフ』2008年3月号に発表され、2009年のヒューゴー賞中篇部門を受賞した。本邦では『SFマガジン』2010年5月号に掲載。
特集にて、21世紀英米のクトゥルフ神話の一編として選ばれた。
訳者の中村融は、「ベアはラヴクラフトの記述を踏まえて、ショゴスにまつわる架空の博物学を着想し、さらにショゴスをメタファーとして人種問題に迫った異色作を書きあげた。まさにクトゥルー新世紀の最右翼とでもいうべき一篇だ。」と解説する。

## あらすじ
ショゴス、学名をオラクポダ属という生物がいる。この生物はゼリー状の体を持ち、人間を包み込んで容易に消化してのける能力を持つ一方、神経系がなく、死ぬこともないという特徴があった。また、先カンブリア時代にまで遡った化石が見つかっている一方で、ショゴスの死体を目撃した人はおらず、幼生のショゴスを目撃した者もいない。ショゴスは辺鄙な沿岸の岩場に上がり、開花して繁殖するという。
1938年11月、ハーディング教授はショゴスの一種であるO・ホリビリスの繁殖を観察するために、メイン州の海岸を訪れる。初日、漁師に船を出してもらい、ロブスター漁の岩場で数体のショゴスを観察し、細胞サンプルの採取に成功したとき、雨が降り出す。居酒屋の新聞でドイツの情勢を知り、憂鬱になる。続いて調べ物をするために図書館に行くが、該当ページが切り取られていた。彼は仲間のマーシュランド教授に電話をかけ、写しを送ってもらうよう手配する。
翌日は早朝から霧がひどく、教授の協力者である漁師のバートは船を出せないと言い、2人はそのまま世間話をする。ドイツ情勢がひどいのだが、仮にハーディングのような有色人種が志願して米軍に入隊したところで、やらされるのは兵站業務であり、闘わせてもらえないだろうことは予想がつく。ハーディングの内心は、好きで危険な前線に出て行きたいわけではないが、信条とせめぎ合い、複雑な気持ちになった。バートは、どうしてもドイツと戦いたければフランスの外人部隊に入るという選択肢を提示する。ホテルに戻ると、マーシュランド教授から郵送が来ていた。
ハーディングはショゴスと思念で会話を交わし、大きな成果を得たと感じる。その後、ハーディングは「自分は戦争に勝てるだろう」という期待を胸に、大学を辞めてフランスに行く。

## 主な登場人物

### 人物
- ポール・ハーディング教授 - 主人公。40代の黒人。教養ある博学な男。世界大戦での従軍歴あり。アメリカ国内や欧州ドイツでの人種差別に思うものがある。ショゴスのゼラチンボディから化合物を取り出して薬学に応用できないかと考えており、その成果で終身在職権と予算を得ることを目標とする。
- ネイサン・ハーディング - ポール・ハーディングの祖父。アフリカで生まれ奴隷となり、南北戦争で黒人兵として戦った。
- バート - メイン州の漁師。40代。軍人あがり。ほとんどの漁師はゼリーどもに近づきたがらず、ハーディングがなんとか交渉に成功した1人。
- ジョン・マーシュランド教授 - ハーディング教授の同僚・恩師。
- ギルマン - 1839年[注 1]に論文を書いた、ハーヴァードの教授。

### ショゴス
「オラクポダ・ホリビリス」
ショゴスの一種であり、ラテン語の学名。「コモン・サーフ・ショゴス」と俗名され、さらにその宝石のような美しさから「ジェラルドショゴス」とも呼ばれる。現生ショゴスでは最大の種であり、成熟個体は直径4メートル半から6メートルほど、推定重量は8トンを超える。晩秋に米国東北部の海岸上で目撃される。
「オラクポダ・デルマンタタ」
現生ショゴス2種のもう1つ。「黒いアドリア海のショゴス」と呼ばれる。ホリビリスよりも小型で、生息域が限定され稀少。
「オラクポダ・アンテディルヴィウス」
古代種。サイズは現生種ホリビリスの3倍以上。
創造主
有史以前にショゴスを創造した。

## 関連作品
- 狂気の山脈にて